# Сімейне відчуження
Сімейне відчуження — це втрата раніше наявних стосунків між членами сім'ї через фізичне та/або емоційне дистанціювання, часто до такої міри, що спілкування між залученими особами є незначним або відсутнім протягом тривалого періоду.
Відчуження може виникнути в результаті прямої взаємодії між постраждалими, включаючи травматичний досвід домашнього насильства, жорстокого поводження, нехтування, поганої поведінки батьків, як-от повторювані емоційні спалахи або інтенсивні подружні конфлікти або розлучення, розлад прив'язаності, відмінні цінності та переконання, розчарування, важливі життєві події або зміни або погане спілкування. Це також може бути результатом участі або втручання третьої сторони.
Відчуження часто є небажаним або вважається незадовільним принаймні однією залученою стороною.

## Загальне
Сімейні відчуження — це розірвані стосунки між батьками, дідусями, бабусями, братами й сестрами, дітьми, двоюрідними братами й сестрами тощо. Хоча сімейне відчуження може початися на будь-якому етапі життя, часто воно починається в пізньому підлітковому або ранньому дорослому віці. Характеристики відчуження можуть включати відсутність емпатії в однієї чи кількох залучених сторін. Це може призвести до підвищення рівня стресу в усіх сторін, хоча у випадку жорстоких стосунків жертва може відчути полегшення, коли джерело стресу буде усунено.
Значна частка відчужень пов'язана з третьою стороною, наприклад, членом розширеної сім'ї або чоловіком дорослої дитини. У деяких випадках третя сторона надає емоційну підтримку індивідууму, який ініціює відчуження, забезпечуючи сторонню альтернативну систему соціальної підтримки й таким чином сприяючи поглибленню відчуження. В інших випадках третя сторона – навмисно чи несвідомо – насправді є єдиною, чи основною причиною відчуження двох членів сім’ї.
Відкинутий індивід, або сторонній, може або не може спробувати ряд стратегій, щоб виправити розрив. У деяких випадках взяти на себе відповідальність і загладити грубі слова чи складні обставини може покращити стосунки. Однак, якщо відчуження є результатом моделі поведінки (наприклад, розладу особистості), а не послідовності нещасливих життєвих подій, сумнівно, що стосунки збережуться в будь-якій значущій формі.
У деяких випадках ініціатор відчуження обумовлює межі, щоб підтримувати обмежений контакт (і, отже, обмежити емоційну шкоду) з особою, яку він вважає потенційним кривдником. В інших випадках ініціатор не може або не бажає розглядати будь-який тип примирення.

### Наслідки для здоров'я
Попри те, що психологічне та фізичне здоров'я відчуженої особи може погіршитися, стан ініціатора відчуження може покращитися завдяки припиненню насильства та конфлікту. Соціальне відкидання в сімейному відчуженні є еквівалентом остракізму, який підриває чотири фундаментальні людські потреби: потребу приналежності, потребу контролю в соціальних ситуаціях, потребу підтримувати високий рівень самооцінки та потребу мати почуття осмисленого існування. Відчужені особи страждають від негативних психологічних наслідків, таких як самотність, низька самооцінка, агресія та депресія.
Сімейне відчуження активізує реакцію горя, тому що люди, які пережили це, часто сприймають це як втрату, до якої вони не були готові і яка сталася несподівано. Однак відчужена сім'я може не досягти такої ж стадії горя прийняття розриву, враховуючи, що соціальна смерть стосунків потенційно оборотна. Тривале страждання відкинутої сторони разом з уявною чи реальною стигмою того, що її відкинув член родини, призводить до ізоляції та змін у поведінці відкинутої сторони.
Соціальні працівники, які працюють з людьми похилого віку, знаходяться в авангарді нових наслідків сімейних відчужень. Члени сім'ї, які не підтримують або відсутні наприкінці життя свого родича, різко посилюють біль і стрес його останніх днів.

### Культура
Відчуження молодих людей від рідних сімей для створення власних сімей є частиною нормального людського розвитку. Згідно з теорією Бовена, цього розділення можна досягти здоровим і поступовим способом, який зберігає зв'язки між поколіннями в родині походження, забезпечуючи як новій сім’ї, так і сім'ї походження відчуття спадкоємності та підтримки. З другого боку, розкол може диференціювати ці життєві етапи. Сімейна відчуженість належить до другої категорії.
Акцент на окремій особі, а не на колективній родині, вважається сприянням відчуженню, а також обґрунтуванням відчуження. В індивідуалістичних культурах чужинець зазвичай виправдовує відчуження тим що особа яка його потребує була під впливом емоційного, фізичного або сексуального насильства. Інші чужинці можуть бачити виправдання відчуження у відсутності емоційної підтримки чи зіткненні цінностей, або можуть звинувачувати іншу людину у своєму власному нещасті. Чужинці, які зазнали жорстокого поводження, часто отримують емоційну підтримку/підтвердження, оскільки їм легше сформулювати та змусити інших зрозуміти їхній досвід. Деяким жертвам психологічного чи емоційного насильства шкода завдавалася протягом тривалого періоду часу характерною схемою непомітного насильства, яке можна заперечити. Для цих людей валідація може ніколи не з'явитися в будь-якій значущій формі, якщо це не професійна допомога. Відчужені також можуть стати менш прийнятними в суспільстві через зниження рівня саморегуляції, реакцію на соціальне відторгнення.

## Причини
Існують глибинні психологічні фактори, які пояснюють відчуження сім'ї за межами поверхневого обґрунтування сценарію.

### Теорія Бовена
У теорії сімейних систем Бовена емоційне відсічення та уникнення є нездоровими механізмами подолання тривоги та стресу. Ці механізми подолання представляють емоційні та інтелектуальні системи, які злиті, а не диференційовані, так що емоції переважають об'єктивний процес мислення та керують поведінкою. Погана диференціація пов'язана з постійними проблемами стосунків у житті. Погана диференціація також заразна, оскільки може викликати стрес в інших. Висока диференціація пов'язана з емоційною взаємозалежністю та співпрацею кількох поколінь. Тріангуляція — це коли третя сторона входить у динаміку. Проте третя сторона може посилити напруженість і спровокувати повстання.

### Жертва–переслідувач–рятівник
Драматичний трикутник Карпмана є моделлю дисфункціональної соціальної поведінки. Переслідувач намагається перекласти провину або відповідальність за власні дії на іншого, рятівник пропонує жертві допомогу таким чином, щоб посилити залежність, і жертва почувається жертвою, безсилою та з соромом.

### Особистісний розвиток
Лише з кінця 20-го століття сімейне відчуження було оформлене, як правило, сторонніми, а не мимовільно відчуженими членами сім’ї, як ознаку їх власного особистісного зростання. Це знаменує нещодавній перехід від сім'ї як джерела моральних зобов’язань і матеріальної підтримки до людей, які розглядають сім'ю як інструмент підвищення свого особистого щастя та утвердження своєї особистості. Люди з таким мисленням можуть сказати, що їхній вибір є «сміливий, а не уникаючий чи егоїстичним».

## Витрати та вигоди
У випадку відчуження між батьками та дитиною, коли доросла дитина зазвичай є чужинцем, доросла дитина може отримати такі переваги, як відчуття набуття влади у стосунках, свободи чи контролю.  Відчужені  ж батьки не отримують жодних переваг, та відчувають соціальну стигматизацію та почуття втрати.